# Guaro (bebida)
El guaro es un licor transparente destilado del jugo de la caña de azúcar y su sabor resulta ligeramente más dulce que el de otros destilados similares. Su graduación alcohólica tradicional es de 30 %, aunque en las últimas décadas años se han empezado a producir versiones de 35 % y 40 %. Es especialmente popular en Colombia, Costa Rica, Ecuador, El Salvador, Guatemala, Honduras, Nicaragua y Panamá, aunque en muchos lugares la palabra «guaro» puede referirse a casi cualquier tipo de licor.
El vocablo «guaro» significa «aguardiente de caña». Proviene del quechua warapu, que significa guarapo o «jugo de caña a medio madurar».[cita requerida] En Colombia este licor recibe el nombre de aguardiente. A veces se le llama «vodka suave» porque su graduación alcohólica es inferior a la del vodka convencional.[cita requerida]

## Historia
En 1851 el Gobierno de Costa Rica nacionalizó la fabricación de guaro. El propósito fue erradicar la producción clandestina de licor. Con ese fin se creó la Fábrica Nacional de Licores. Desde 1980 dicha entidad elabora en exclusiva la marca Cacique.

## Producción clandestina
La fabricación clandestina de guaro es una práctica común. Se considera más una tradición que un negocio, pues resulta difícil competir con el guaro producido por la industria. A la variante ilegal se la conoce como «guaro de contrabando». Se obtiene por destilación con materias primas diversas, como frutas o dulces, melaza de caña de azúcar o simplemente azúcar.

### Muertes
En 2019 se registraron varias muertes por consumo de guaro falsificado y adulterado. El producto letal lo fabricaron diversas organizaciones criminales.

## Exportación
En 2004 la empresa costarricense S. Guaro LLC inició la exportación de guaro a California. Al año siguiente, Tranquilo Imports comenzó a comercializar Guaro Tranquilo en Texas. Hasta 2007 el guaro seguía siendo difícil de encontrar en Estados Unidos. Desde 2016 la destiladora estatal costarricense exporta guaro a Suramérica y Centroamérica. Además trabaja en colocar el producto en América del Norte, el Caribe, Rusia y varios países de Asia.